# Léon Daures
Léon Daures, né le 9 août 1877 à Mazamet et mort le 23 novembre 1973 à Albi, est un architecte départemental tarnais du XXe siècle. Particulièrement prolifique, on lui doit quatre monuments historiques, trois situés à Albi, le quatrième à Toulouse.

## Biographie

### Études
Né le 9 août 1877 à Mazamet, Léon Daures est le fils d'un négociant. Sa confession protestante le poussera à réaliser plusieurs temples. Il commence ses études à Mazamet, puis au lycée de Castres (aujourd'hui lycée Jean Jaurès), et enfin à l’école des Beaux-Arts de Toulouse. Il obtient par ailleurs le deuxième grand prix de la ville de Toulouse, en 1898. Il termine son enseignement à l'école Nationale Supérieure des Beaux-Arts de Paris, pour la promotion 1898. Il acquiert son diplôme d'architecte en février 1905, alors qu'il a 28 ans, après avoir été élève de Victor Laloux. Il rentre alors dans son département natal du Tarn, et devient architecte départemental. Radical socialiste, il se prononce en faveur de Dreyfus dans la fameuse affaire, sans grand impact. 

### Réalisations
En 1908, l'association cultuelle de l'Église réformée de Toulouse rachète la trésorerie royale de la ville, afin de la transformer en temple protestant, le temple du Salin. Le projet est dirigé par Léon Daurès, entre 1909 et 1911. 
Il est ensuite mandé par la Caisse d'épargne afin de lui construire un siège à Albi : il conçoit ainsi les plans des bâtiments de l'hôtel de la Caisse d'épargne dans cette ville, qui est inauguré en 1913. Un an plus tard, il étudie l'agrandissement du temple d'Albi pour la communauté protestante de la ville, mais face au manque flagrant d'espace, cette dernière abandonne ce premier projet. Néanmoins, il est recontacté en 1920, afin de réaliser les plans du nouveau temple protestant d'Albi, inscrit monument historique en 2015. En 1914, il avait aussi réalisé le tombeau de Jean Jaurès au cimetière d'Albi, avant que celui-ci ne soit transféré au Panthéon.
Le conseil municipal d'Albi, qui souhaite construire un monument aux morts pour honorer ses morts lors de la Première Guerre mondiale l'engage. C'est ainsi qu'il réalise un impressionnant arc de triomphe en brique, construit entre 1924 et 1926, et inscrit monument historique en 2018. Il travaille ensuite pour la famille Malphettes, à la restauration du château de la Gautherie et à la construction d'une maison à Albi. En 1933, un membre de la famille, Léopold Malphettes, riche industriel albigeois, lui confie le soin de dessiner les plans du château de Bellevue à Albi, qui sera inscrit au titre des monuments historiques en 2014. Cette même année 1933, il fait les plans de la maison de retraite municipale de Lavaur, construite en brique entre 1934 et 1936. Un an après, en 1934, la mairie de Gaillac l'engage pour reconvertir l'orangerie du château de Foucaud en un établissement municipal de bains-douches. Lors de exposition universelle de Paris de 1937, il est chargé de réaliser le pavillon Pyrénées-Languedoc.
En 1951, alors qu'il a 74 ans, il dessine la Caisse primaire d’assurance maladie d'Albi. Durant sa longue carrière, il a ainsi réalisé les plans de nombreux groupes scolaires, usines, casernes de gendarmerie, magasins, maisons (bourgeoises ou ouvrières), banques et cinémas. Il meurt finalement le 23 novembre 1973 à Albi, où une rue porte son nom.
Son fils adoptif, Édouard Veyret-Daures est lui-aussi architecte.

## Principales œuvres
- 1908 :
  - Hôtel de la Caisse d'épargne d'Albi
  - Temple protestant du Salin à Toulouse
- 1909 :
  - Maison du peuple de Mazamet
  - Crèche municipale de Mazamet
- 1910 :
  - Groupe scolaire de Labruguière
- 1914 :
  - Tombeau de Jean Jaurès à Albi
- 1920 :
  - Temple réformé d'Albi
- 1924 :
  - Monument aux mort d'Albi (Arc de triomphe)
- 1933 :
  - Château de Bellevue à Albi
  - Maison de retraite municipale de Lavaur
- 1934 :
  - Bains-douches de Gaillac
- 1937 :
  - Pavillon Pyrénées-Languedoc à l'exposition universelle de 1937 (Paris)
- 1951 :
  - Caisse primaire d’assurance maladie d'Albi
- 1955 :
  - Hôtel du Crédit Agricole à Albi.

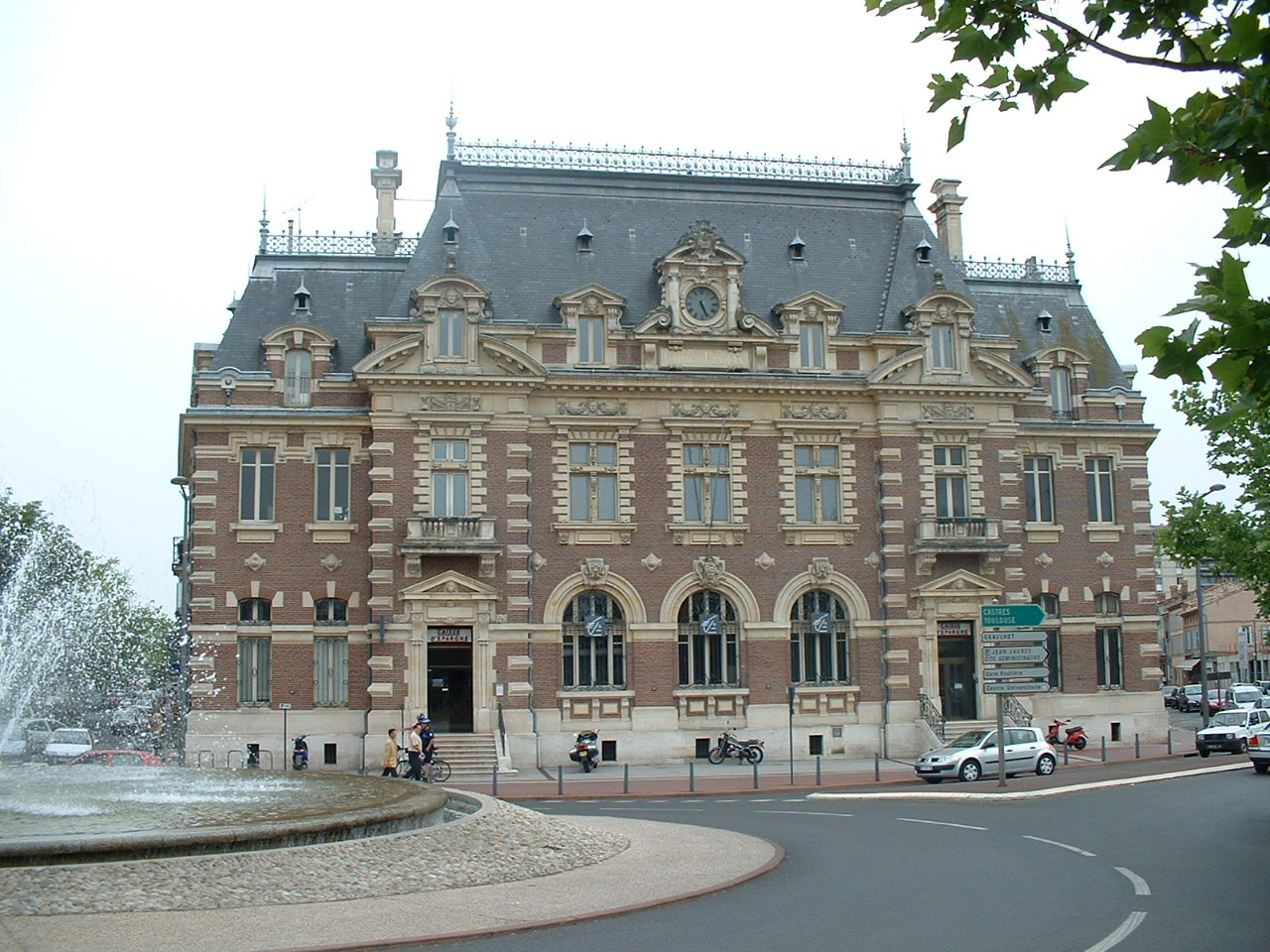
L'hôtel de la Caisse d'épargne d'Albi
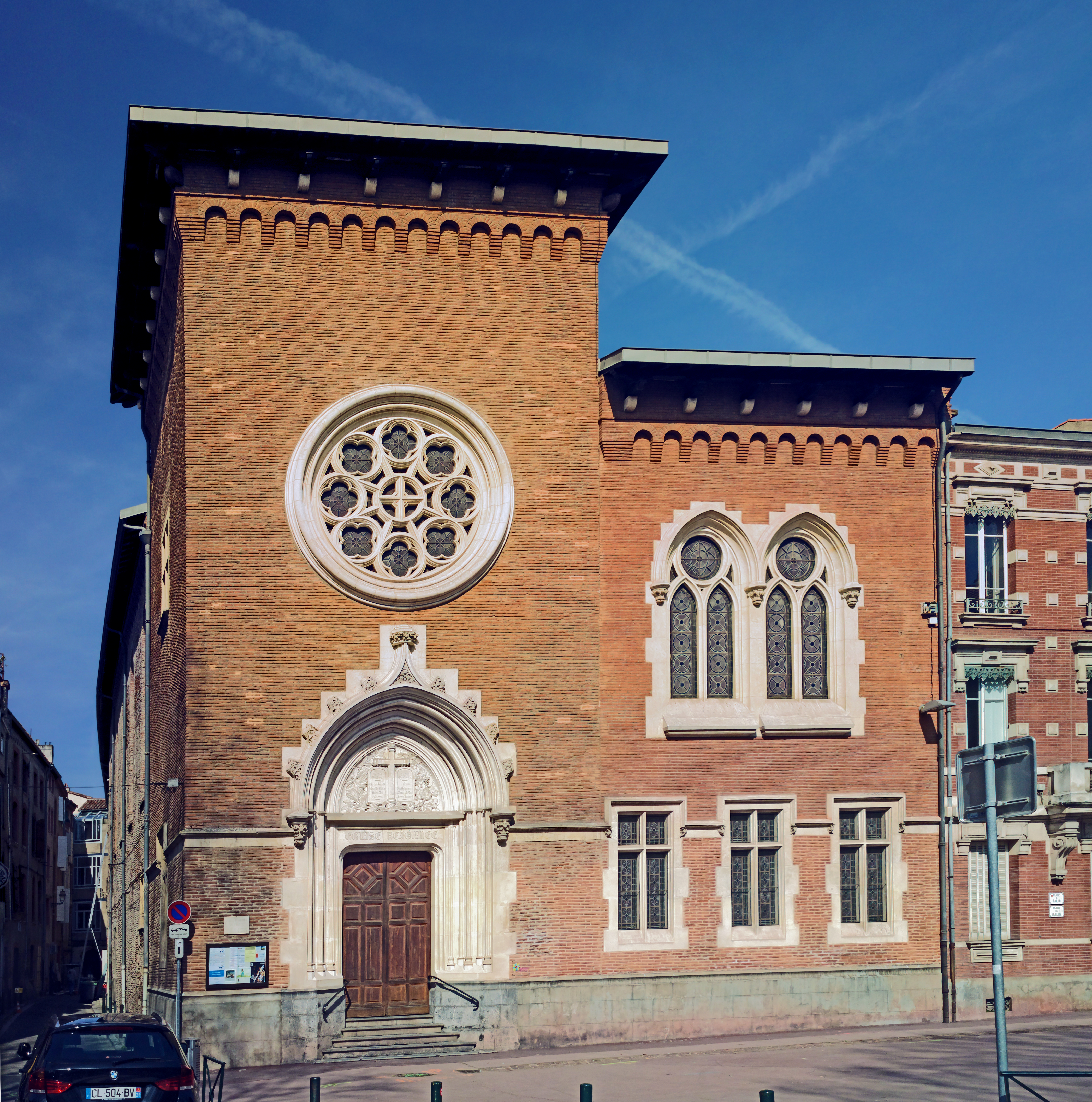
Le temple du Salin
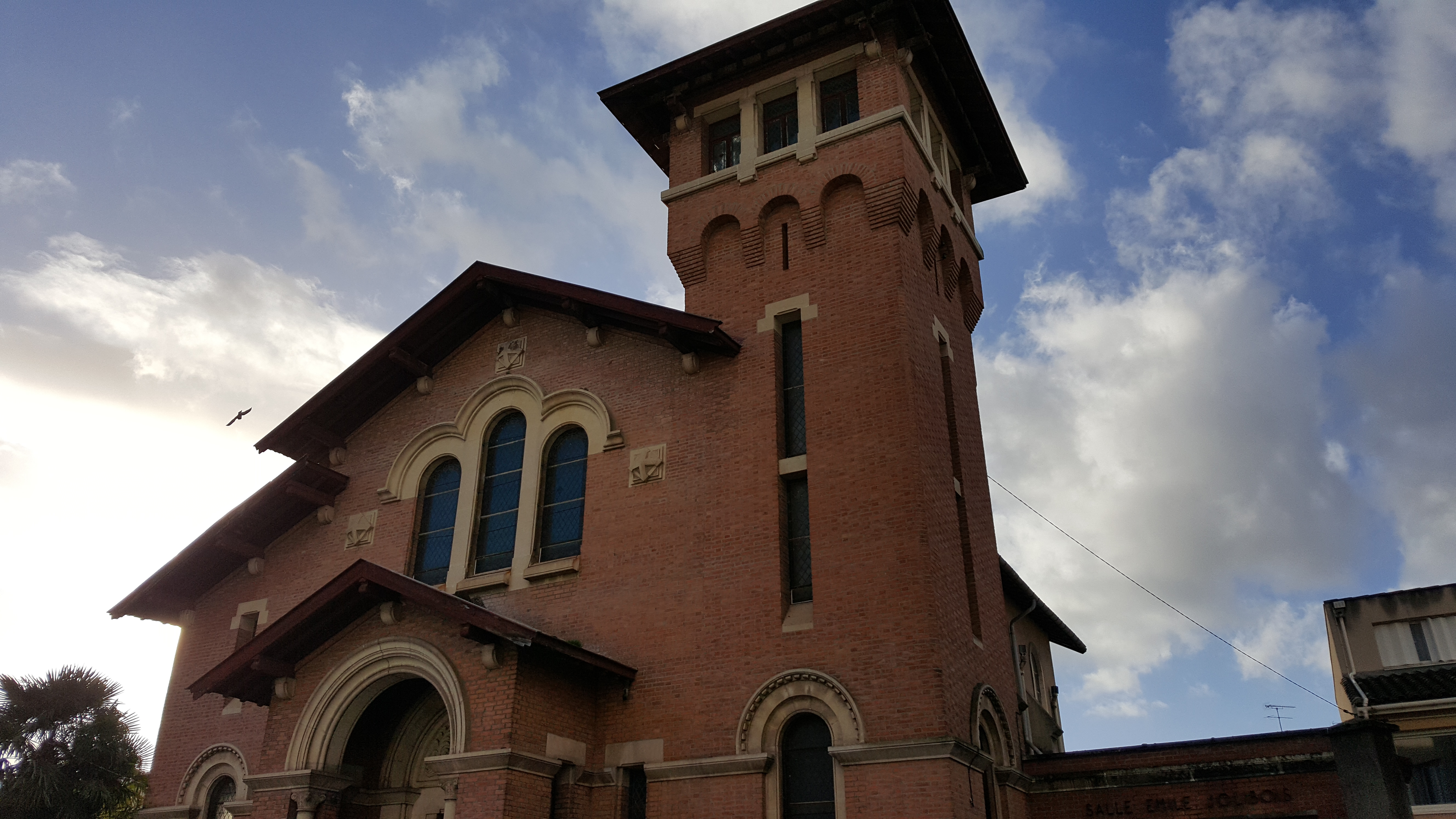
Le temple protestant d'Albi